# Zwartnektangare
De zwartnektangare (Tangara labradorides) is een zangvogel uit de familie Thraupidae (tangaren).

## Verspreiding en leefgebied
Deze soort telt 2 ondersoorten:
- T. l. labradorides: westelijk Colombia en westelijk Ecuador.
- T. l. chaupensis: noordelijk Peru.